# Moringa stenopetala
Moringa stenopetala (Baker f.) Cufod., 1957 é uma árvore tropical pertencente à família Moringaceae, endémica na África Oriental e principalmente presente no norte do Quénia e no sul da Etiópia.

## Galeria

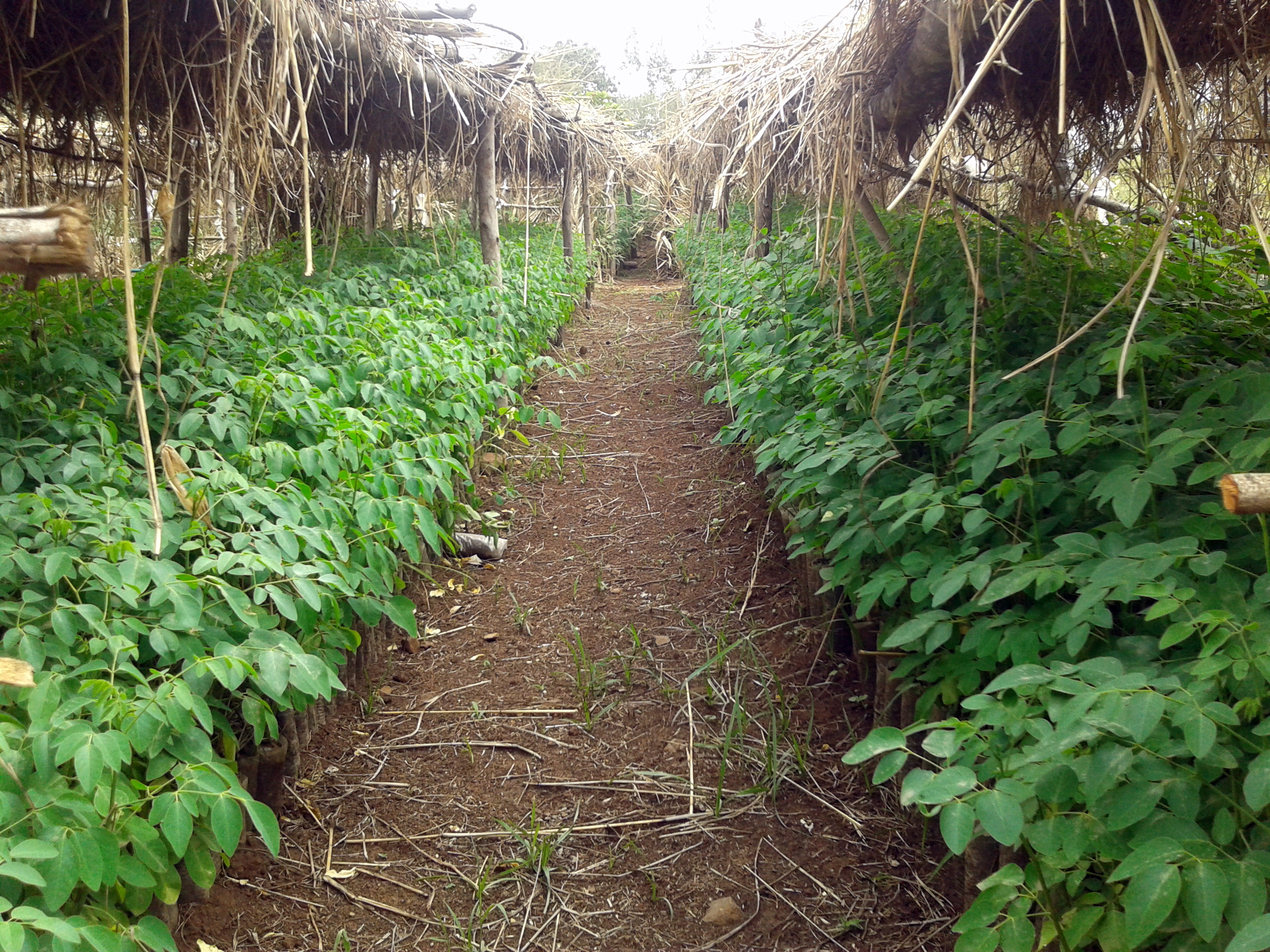
Viveiro de Moringa stenopetala no Guraghé.
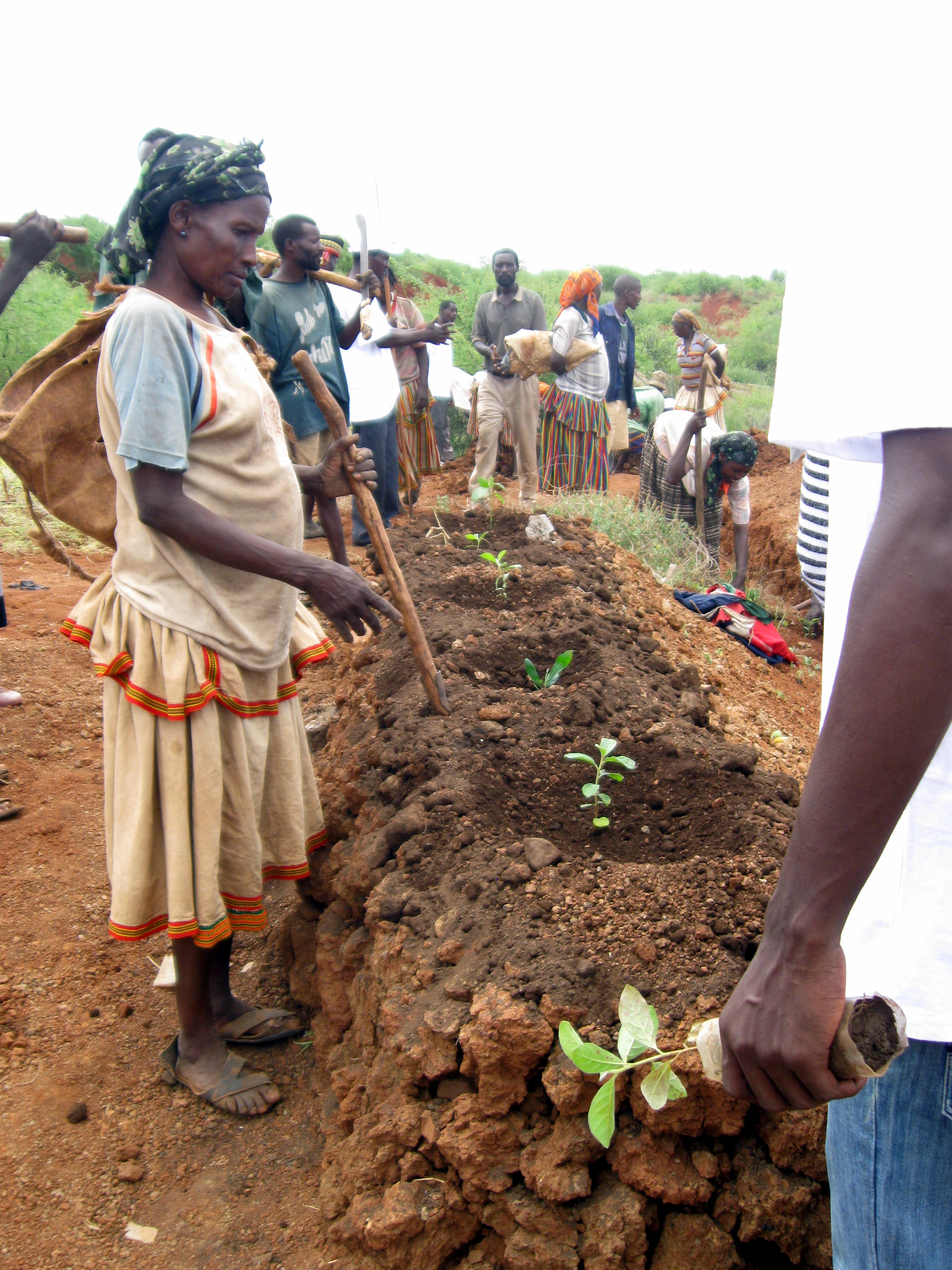
Operação de plantação durante a Jornada Mundial do Ambiente de 2012 em Konso.
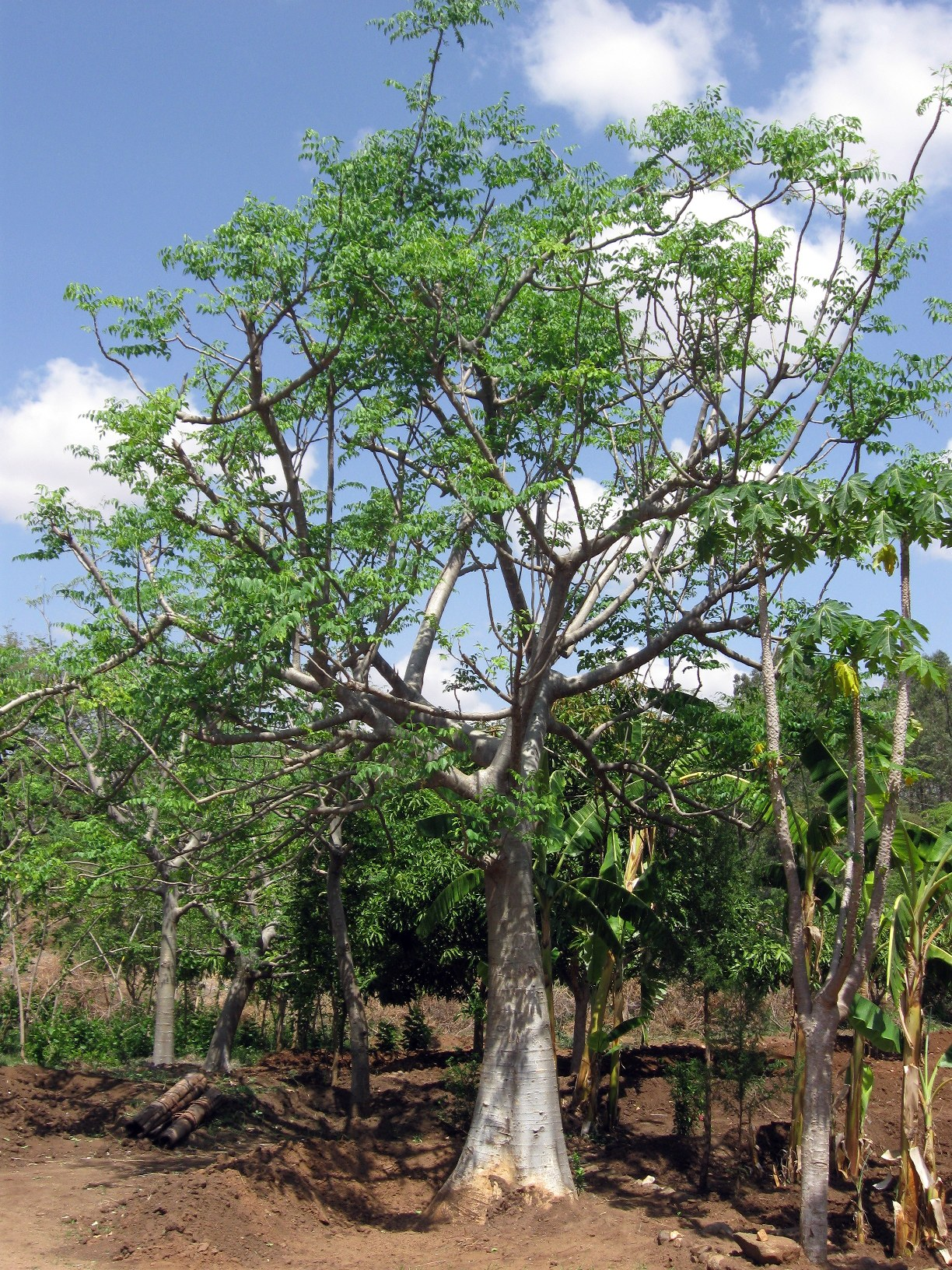
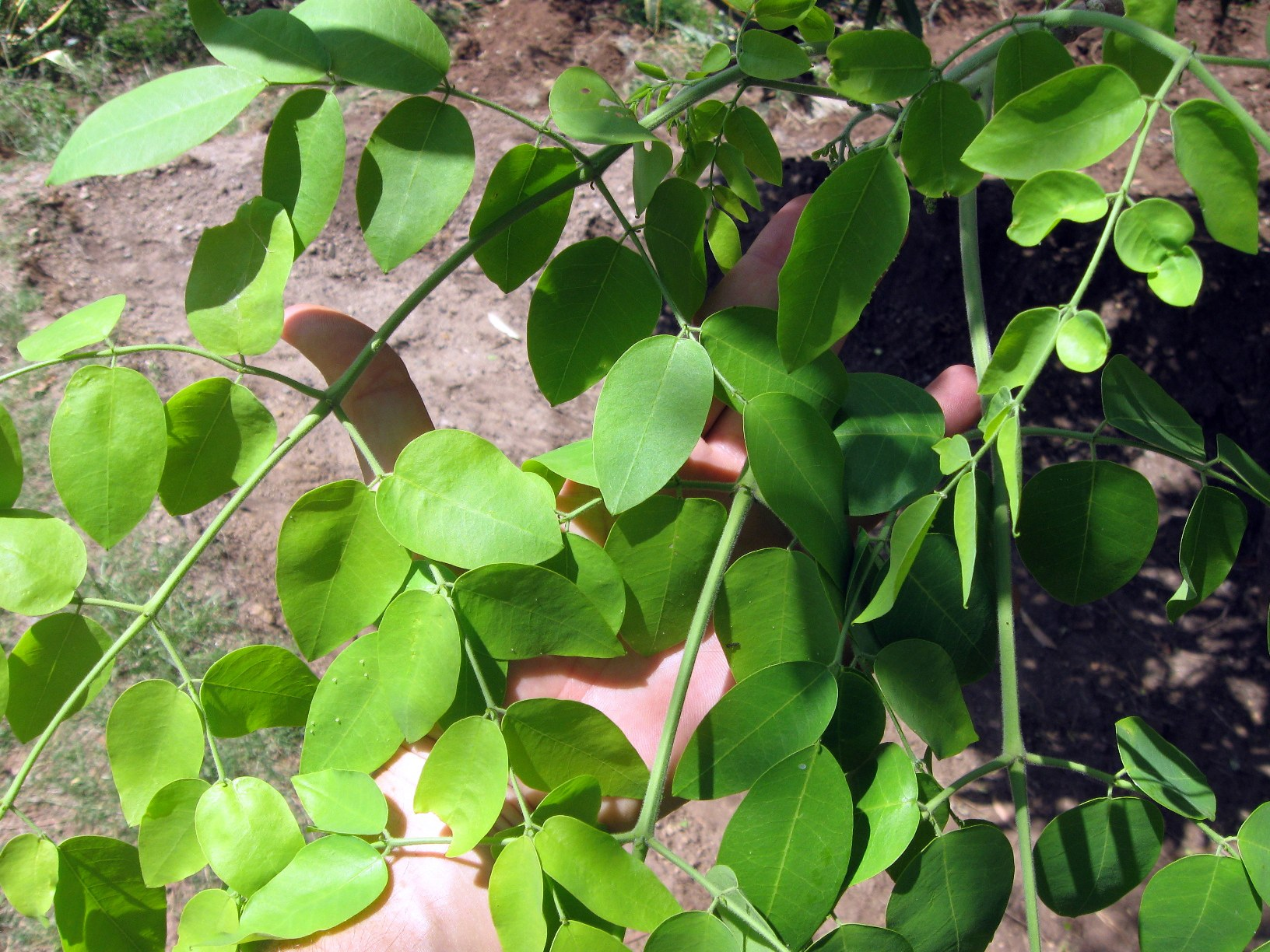